# Aleksandar Ćapin
Aleksandar Ćapin, slovenski košarkar, * 13. oktober 1982, Sarajevo, BiH.
Ćapin je začel kariero pri beograjskem Partizanu, od koder je leta 2000 prestopil v novomeško Krko. Tam se je pod vodstvom Aleša Pipana hitro uveljavil in bil eden glavnih igralcev pri osvojitvi naslova državnega prvaka leta 2003 in uvrstitvi v finale pokala ULEB leta 2003. Po koncu sezone 2002/03 je zapustil Krko in prestopil v nemški klub Telekom Baskets Bonn. Kasneje je igral še za francoski Gravelines, grški Panellinios, italijanska kluba Viola Reggio Calabria in Varese, in grški Panionios. Po koncu sezone 2007/08 je prestopil k ukrajinskemu prvaku Azovmashu. Leta 2009 se je preselil k Lokomotivi Rostov, sedaj pa igra za Žalgiris Kaunas. Ćapin je po prihodu k Krki  pridobil tudi slovensko državljanstvo in zaigral za slovensko mladinsko reprezentanco. Leta 2004 je tudi debitiral za člansko reprezentanco na tekmi proti Franciji. Zaigral je na dveh evropskih prvenstvih leta 2005 in 2007.